# Тан Се Хан
Тан Се Хан (нід. Tan See Han нар. 1910, ? — пом. ?) — індонезійський футболіст, нападник.

## Життєпис
У 1938 році грав за індонезійський клуб «Тіонг Хоа» (Сурабая).
В кінці травня 1938 року Се Хан був викликаний у збірну Голландської Ост-Індії і відправився з командою в Нідерланди. Він був одним з сімнадцяти футболістів, яких головний тренер збірної Йоганнес Христоффел Ян ван Мастенбрук вибрав для підготовки до чемпіонату світу у Франції. У Нідерландах команда провелад два товариських матчі проти місцевих клубів («ГБС Ден Гааг» та ГФК Гарлем).
На початку червня збірна вирушила на мундіаль, який став для Голландської Ост-Індії та Індонезії першим в історії. На турнірі команда зіграла одну гру в рамках 1/8 фіналу, в якому вона поступилася майбутньому фіналісту турніру Угорщині (0:6). Се Хан не взяв участь в цьому матчі.
Після повернення до Нідерландів, збірна провела товариський матч зі збірною Нідерландів на Олімпійському стадіоні в Амстердамі. Зустріч завершилася перемогою нідерландців з рахунком 9:2. Проте Тан знову просидів увесь матч на лавці для запасних.